# Lofsöngur
Lofsöngur (islandsko himna) je islandska himna. Besedilo je napisal Matthías Jochumsson, glasbo pa Sveinbjörn Sveinbjörnsson. Vsebuje tri kitice, od katerih se po navadi le prva poje.